# Program Information File
Program Information File (PIF) je malý nastavovací soubor umožňující běh programů originálně vytvořených pro DOS pod víceúlohovými operačními systémy. PIF byl původně vytvořen pro systémové prostředí IBM TopView, později byl adaptován i systémovým prostředím DESQview a operačním systémem Windows. V současné době je tento souborový typ již takřka nepoužíván.

## Formát
Původní formát souboru PIF obsahoval pouze jediný blok dat s informacemi potřebnými ke spuštění programu pod IBM TopView, obsahující informace zahrnující požadovaný název okna programu, přiřazenou paměť, typ monitoru, požadovanou pozici a rozměry okna aplikace a další. Při adaptace souboru PIF pro Microsoft Windows pak z důvodů nutnosti zahrnutí dalších nastavení při souběžném zachování zpětné kompatibility souborů došlo k rozšíření formátu PIF zařazením hlavičkových a dalších datových bloků za původní blok dat, s první z hlaviček se na tento blok zpětně odkazující. Tímto bylo umožněno jednak použití souborů PIF staršími operačními systémy, které pouze přečetly původní blok dat a zbytek souboru ignorovaly, jednak operačními systémy novými, které mohly rovnou přeskočit na první z hlaviček a poté číst pouze bloky pro ně zajímavé, včetně opět i bloku původního.
| Odsazení od začátku souboru v bytech | Velikost v bytech | Popis                                    |
| ------------------------------------ | ----------------- | ---------------------------------------- |
| 0                                    | 369               | Původní IBM TopView blok dat             |
| 369                                  | 22                | Hlavička původního bloku dat             |
| 391                                  | 22                | Hlavička prvního rozšiřujícího bloku dat |
| 413                                  | X                 | První rozšiřující blok dat               |
| 413 + X                              | 22                | Hlavička druhého rozšiřujícího bloku dat |
| ...                                  |                   |                                          |

| Odsazení od začátku bloku dat v bytech | Velikost v bytech | Popis                                                                                      |
| -------------------------------------- | ----------------- | ------------------------------------------------------------------------------------------ |
| 0                                      | 1                 | Ignorováno                                                                                 |
| 1                                      | 1                 | Kontrolní součet, ignorováno                                                               |
| 2                                      | 30                | Název okna aplikace zapsaný znakovou sadou CP437 Doplněno prázdnými znaky do délky 30 bytů |
| 32                                     | 2                 | Maximální množství přiřazené paměti v kilobytech                                           |
| 34                                     | 2                 | Minimální množství přiřazené paměti v kilobytech                                           |
| 36                                     | 63                | Absolutní cesta ke spustitelnému souboru Ukončená symbolem NULL, znaková sada CP437        |
| 99                                     | 2                 |                                                                                            |
| 101                                    | 64                | Absolutní cesta k pracovnímu adresáři Ukončená symbolem NULL, znaková sada CP437           |
| 165                                    | 64                | Parametry předávané souboru Ukončené symbolem NULL, znaková sada CP437                     |
| 229                                    | 1                 | Typ monitoru                                                                               |
| 230                                    | 1                 | Počet využitých "screen pages"                                                             |
| 231                                    | 1                 |                                                                                            |
| 232                                    | 1                 |                                                                                            |
| 233                                    | 1                 | Výška okna ve znacích Výchozí hodnota 25                                                   |
| 234                                    | 1                 | Šířka okna ve znacích Výchozí hodnota 80                                                   |
| 235                                    | 1                 | Odsazení okna od levého okraje obrazovky ve znacích Výchozí hodnota 0                      |
| 236                                    | 1                 | Odsazení okna od horního okraje obrazovky ve znacích Výchozí hodnota 0                     |
| 237                                    | 2                 |                                                                                            |
| 239                                    | 128               | Ignorováno                                                                                 |
| 367                                    | 2                 |                                                                                            |

| Odsazení od začátku hlavičky v bytech | Velikost v bytech | Popis                                              |
| ------------------------------------- | ----------------- | -------------------------------------------------- |
| 0                                     | 16                | Název odkazovaného bloku dat                       |
| 16                                    | 2                 | Odsazení následující hlavičky od začátku souboru   |
| 18                                    | 2                 | Odsazení odkazovaného bloku dat od začátku souboru |
| 20                                    | 2                 | Velikost odkazovaného bloku dat v bytech           |